# Ellipsocephalus
L'ellipsocefalo (gen. Ellipsocephalus) è un artropode estinto appartenente ai trilobiti. I suoi resti sono stati ritrovati in strati del Cambriano medio (circa 510-505 milioni di anni fa in Europa.

## Descrizione
Di piccole dimensioni (lunghezza circ cinque centimetri), questo trilobite aveva un aspetto generale abbastanza tipico. Glabella e guance, ovvero gli elementi che costituivano il capo, erano di dimensioni omogenee e dalla superficie liscia. Il torace era formato da 12-14 segmenti, dotati di pleure dai margini leggermente spinosi; il piccolo pigidio aveva un margine arrotondato. In generale, la superficie del corpo era liscia o solo leggermente granulosa. 

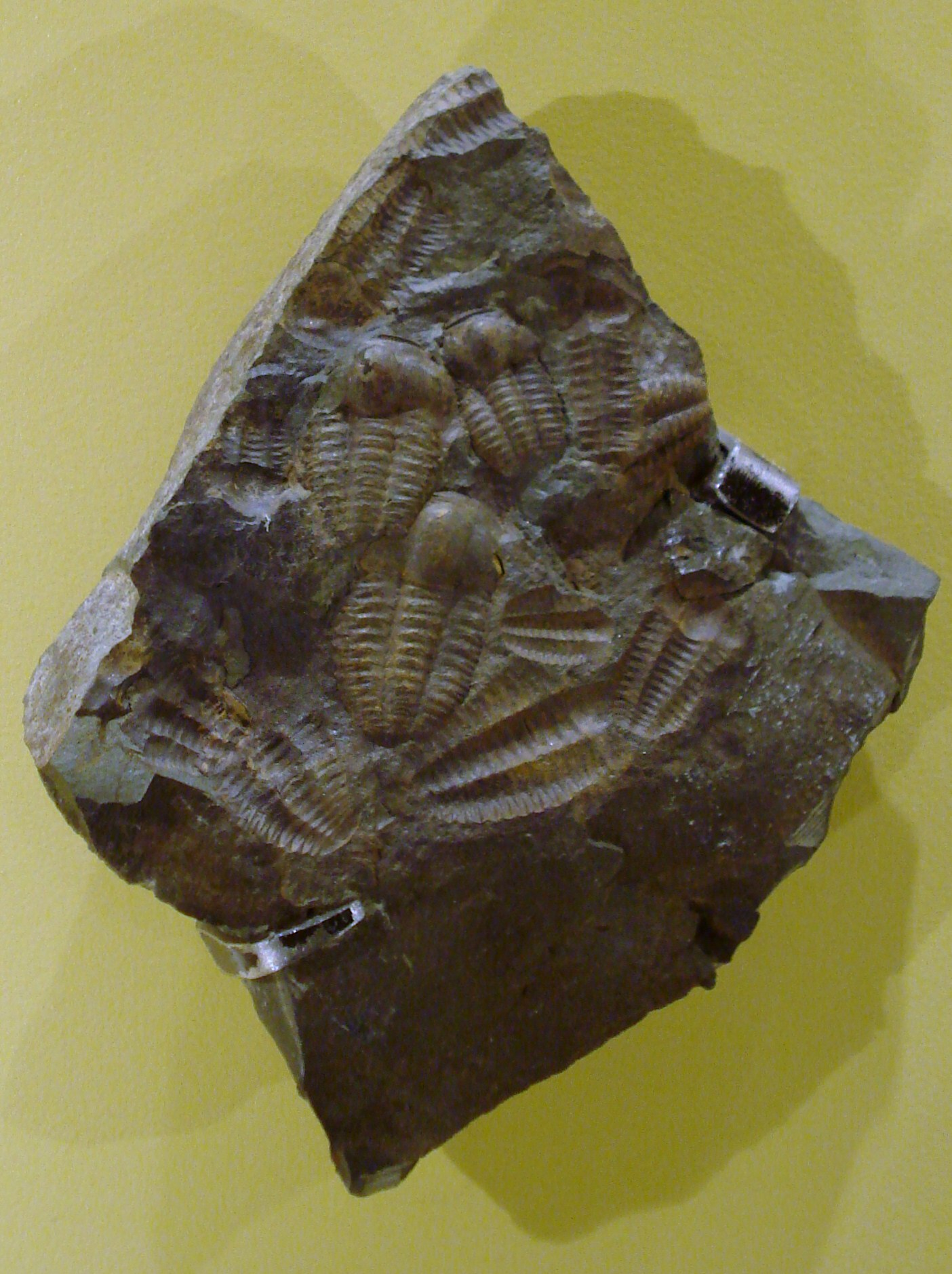
Fossili di Ellipsocephalus

## Ecologia
Le forme larvali dell'ellipsocefalo erano estremamente simili a quelle di un altro trilobite rinvenuto negli stessi giacimenti, Paradoxides; benché molto più grande, quest'ultimo è considerato più primitivo. È probabile che l'ellipsocefalo vivesse sul fondale e si cibasse di protozoi. La specie più nota è Ellipsocephalus hoffi, della quale molti fossili sono stati rinvenuti in Repubblica Ceca.